# オールド・セイブルック駅
オールド・セイブルック駅（英語：Old Saybrook station ）は、アメリカ合衆国コネチカット州オールド・セイブルック ボストン・ポスト・ロード455にある駅。 全米各地を結ぶ旅客鉄道のアムトラックおよびコネチカット州の沿岸部の近郊輸送を担うショアライン・イーストが乗り入れている。

## 概要
オールド・セイブルック駅は、ボストン・ポスト・ロード（US-1）、ミドルセックス・ターンパイク（State Route 154）、コネチカット・ターンパイク（I-95）から簡単にアクセスできる。当駅にはアムトラックのノースイースト・リージョナルが停車し、ショアライン・イーストは、ニューヘイブンとニューロンドン間の沿岸の町を結び通勤客を輸送している。エスチュアリ交通局はコネチカット・リバー・バレーだけでなく、沿岸部を結ぶ路線バスを運行している。
1980年代半ば、アムトラックが駅周辺に所有していた20,200平方メートルの土地がセイブルック・ジャンクション・マーケットプレイスに再開発された。駅の東側に建設されたこの複合施設には、ニューイングランドの村の最高の資質を喚起する店舗やオフィスがある。貨物倉庫はレストランに改装された。セイブルック・ジャンクション・マーケットプレイスは、アムトラックが民間開発業者に対し、より魅力的で活発な交通機関の開拓を目指して、その資産の1つを長期リースすることを可能にした最初のケースの1つであった。 1990年代後半には、2000年にアセラ・エクスプレスが運行を開始するため、コンクリートまくらぎに更換された。2002年には、総費用は260万ドルをかけ高床ホームと跨線橋が建設された。

## 利用可能な鉄道路線／列車
アムトラックの停車する列車は下記の通り。
ボストンとワシントン、リッチモンド、ニューポートニューズ、ノーフォーク、リンチバーグ間の昼行長距離列車ノースイースト・リージョナル号…1日6.5往復停車
ショア・ライン・イーストの停車する列車は下記の通り。 
ニューヘイブンとニューロンドン間のショア・ライン・イースト …ニューヘイブン方面 17本/日、ニューロンドン方面 5本/日 出発 (平日) 

## バス
当駅から乗車できるバスは以下の通り。
路線バス
エスチュアリ交通局 (9 Town Transit) …1系統、2系統、3系統、4系統 